# Andrzej Hakenberger
Andrzej Hakenberger, właśc. Andreas Hakenberger (ur. 1574 w Koszalinie, zm. 1627 w Gdańsku) – niemiecki kompozytor, kapelmistrz i śpiewak.
Możliwe, że wykształcenie muzyczne odebrał w Gdańsku u Johanna Wanninga. W latach 1602–1607 śpiewał w polskiej kapeli królewskiej w Krakowie. Od roku 1608 pełnił funkcję kapelmistrza w kościele Mariackim w Gdańsku. Sprawował ją do 1627, gdy ustąpił przypuszczalnie z powodu choroby. Pochowany został 5 czerwca 1627 w Gdańsku, w kościele św. Mikołaja.
Tworzył głównie muzykę religijną. Jego motet In die magna znajduje się w Melodiae sacrae Wincentego Liliusa. Hakenberger jest również jednym z autorów, których utwory zostały zapisane w Tabulaturze oliwskiej i pelplińskiej.

## Utwory
- In die magna – motet na chór 5-głosowy, opublikowany w zbiorze Melodiae sacrae Wincentego Liliusa (Kraków, 1604);
- Neue deutsche Gesange nach Art der welschen Madrigalien – madrygały niemieckie (w stylu francuskim) na 5 głosów, jeden na 8 głosów (Gdańsk, 1610);
- Odaria Suavissima – hymny łacińskie do Jezusa na 3 głosy (Gdańsk 1612; wydane pośmiertnie 1628; zaginione);
- Sacri modulorum contentus, de festa solennibus totius anni et de tempore – 41 motetów łacińskich na 8 głosów, dedykowanych biskupowi Wawrzyńcowi Gembickiemu (Szczecin, 1615);
- Harmonia sacra in qua motectae – 21 motetów łacińskich na 6 do 12 głosów, dedykowanych królowi Zygmuntowi III Wazie (Frankfurt, 1617).